# Sainte-Ramée
Sainte-Ramée là một xã ở tỉnh Charente-Maritime thuộc vùng Nouvelle-Aquitaine tây nam nước Pháp.

## Dân số
| Năm  | Dân số | Density | Percent of the canton |
| ---- | ------ | ------- | --------------------- |
| 1962 | 161    | -       | -                     |
| 1968 | 186    | -       | -                     |
| 1975 | 181    | -       | -                     |
| 1982 | 175    | -       | -                     |
| 1990 | 144    | -       | -                     |
| 1999 | 126    | 26/km²  | 1.75%                 |

- Xã của tỉnh Charente-Maritime